# Anstalten Valla
Valla var en öppen kriminalvårdsanstalt i Valla i Sköldinge församling  i Katrineholms kommun. 